# Dryopteris cambrensis
Dryopteris cambrensis — вид рослин з родини селезінникових (Aspleniaceae). Ареал: Австрія, Бельгія, Болгарія, Чехія, Франція (у т. ч. Корсика), Люксембург Німеччина, Велика Британія, Угорщина, Ірландія, Італія (у т. ч. Сардинія), Норвегія, Польща, Португалія, Іспанія, Швейцарія, Туреччина (Анатолія), Словенія; Хорватія; вимер у Данії. Це багаторічник і росте в основному в помірному біомі.

## Морфологічний опис
Папороть кореневищна. Листки зазвичай не зберігаються протягом зими, тьмяні, від темно-зеленого до зеленого, пластина вузькоеліптична, у 2.5–3.5 рази довша за ширину, листочки ланцетні в середині пластини з 8–10 парами сегментів, сегменти прямі й ± правильні, зазвичай цілі з боків, заокруглені або усічені або загострені на вершині із зубцями, зазвичай спрямованими паралельно осі; черешок 6–25 см завдовжки, лускатий, блискучий, від іржавого до оранжево-коричневого забарвлення. Спори 45–50 мкм завдовжки. Продихи 43–52 мкм завдовжки.

## Екологія
Росте в хвойних і змішаних лісах, на лісових галявинах або вздовж лісових доріжок/ Це лісовий вид, але відносно світлолюбний і конкурентно слабкий, не зустрічається в змішаних насадженнях інших видів папороті та інших трав. Спори дозрівають з липня по вересень.